# Daram-i-wa goseumdochi
Daram-i-wa goseumdochi (다람이와 고슴도치?), cioè "Lo scoiattolo ed il riccio", nota anche con il titolo internazionale Squirrel and Hedgehog, è una serie animata nordcoreana ideata da Kim Jun-ok e realizzata dallo Studio SEK a partire dal 1977.

## Personaggi

### Villaggio dei Fiori
- Geumsaegi (금색이?, "Scoiattolo d'oro");
- Juldarami (줄다람이?, "Scoiattolo striato");

Geumsaegi e Juldarami sono i principali componenti del gruppo di agenti segreti noto come Pangulggot (방울꽃?), vale a dire "mughetto": questo fiore è difatti raffigurato nella bandiera del Villaggio.
- Bamsaegi (밤색이?, "Scoiattolo marrone") (nella seconda serie);
- l'agente Riccio (고슴도치 정찰병?, Goseumdochi jeongchalbyeongLR);
- l'agente Mulangae (물안개?) detta anche Mulori (물오리?), un'anatra.

### Nemici
- il Comandante generale delle donnole (족제비 대장?, Jogjebi daejangLR);
- Mulmangcho (물망초?);
- Oegwipari (외귀파리?);
- la Donnola nera (검은 족제비?, Geom-eun jogjebiLR) (dall'episodio 16);
- il dottor Donnola bianca (흰 족제비 박사?, Huin jogjebi bagsaLR) (nella seconda stagione);
- il Capitano Lupo, o anche Capitano Keoteo (승냥이 대장) (nella seconda stagione);
- l'Assistente Donnola (족제비 보좌관?, Jogjebi bojwagwanLR);
- l'Ufficiale Volpe (여우 장교?, Yeou jang-gyoLR) (nella seconda stagione): spesso in inglese è chiamata anche "Lt. Fox Vixen".

## Produzione e stile
L'episodio pilota venne realizzato nel 1977; in seguito la storia venne proseguita con altre tre puntate, completando complessivamente intorno al 1982 o 1983 una miniserie in quattro parti, scritta e diretta da Kim Jun-ok, incentrata sulla conquista dell'autonomia da parte del Villaggio dei Fiori e sugli scontri diretti con l'esercito nemico. Dopo vari anni di pausa, la serie venne continuata a partire dal 1997, producendo gran parte degli episodi in pochi anni, fino ad attestarsi alla media di un episodio all'anno a partire dal 2004; il nuovo ciclo diede più peso alle tematiche spionistiche (con maggiore analisi dei nemici del Villaggio dei Fiori) e di lealtà morale, La dilatazione temporale dell'opera ha causato variazioni nel gruppo di produzione, nello stile grafico e nel cast di doppiaggio nel corso degli episodi: fanno eccezione, fra gli altri, gli sceneggiatori Kim Hwa-seong e Lee Yeong-chun, che scrissero tutti gli episodi della prima stagione (terminata nel 2005 con la messa in onda dell'episodio 26 complessivo).
Fino all'episodio 24 la serie è realizzata in animazione tradizionale su rodovetro: in particolare, è visibile lo stacco fra i primi quattro episodi ed i successivi, in cui la realizzazione tecnica diventa molto più accurata e precisa. Dall'episodio 25 in poi, la serie passa all'animazione digitale (inizialmente manuale e poi in Flash), unita ad un vasto uso di CGI che si intensifica nel tempo, e ciò porta ad un progressivo rinnovamento del character design. Nel 2005 venne annunciato, con la produzione dell'episodio 27 (andato in onda nel 2006), l'inizio di una "seconda serie" con l'introduzione di nuovi nemici (i lupi) ed eventi. L'ultima puntata nota (che non ha carattere conclusivo) è la numero 32, trasmessa nel 2012, e da allora non ne risultano distribuite altre; quindi la serie è considerata interrotta pur senza comunicazioni ufficiali.

## Episodi

### Miniserie introduttiva
| Nº | Titolo coreano      | Titolo tradotto                | Prima TV Corea del Nord |
| -- | ------------------- | ------------------------------ | ----------------------- |
| 1  | 다람이가 찾은 교훈? | Una lezione per gli scoiattoli | 1977                    |
| 2  | 족제비네 소굴에서?  | Nel covo delle donnole         | 1980/81                 |
| 3  | 다람이의 복수전?    | La vendetta degli scoiattoli   | 1981/82                 |
| 4  | 정찰병 금색다람이?  | L'agente Geumsaegi             | 1982/83                 |

### Prima stagione
| Nº | Titolo coreano        | Titolo tradotto                        | Prima TV Corea del Nord |
| -- | --------------------- | -------------------------------------- | ----------------------- |
| 5  | 끝나지 않은 싸움?     | La battaglia continua                  | 8 febbraio 1997         |
| 6  | 금색이가 날린 전파?   | Un messaggio radio da Geumsaegi        | 29 settembre 1997       |
| 7  | 독거미굴의 비밀?      | Il segreto della caverna "Tarantola"   | 13 dicembre 1997        |
| 8  | 돌산으로 날아간 특사? | L'inviato in volo sul Monte di pietra  | 21 marzo 1998           |
| 9  | 고슴도치의 위훈?      | Il grandioso servizio del Riccio       | 12 giugno 1998          |
| 10 | 돌산에서의 결전?      | La battaglia del Monte di pietra       | 1º settembre 1998       |
| 11 | 검은 열쇠?            | La chiave nera                         | 30 ottobre 1998         |
| 12 | 위험한 적수?          | Un nemico pericoloso                   | 23 dicembre 1998        |
| 13 | 비밀문건?             | Il documento segreto                   | 2 febbraio 1999         |
| 14 | 적후에서의 한순간?    | Un momento nelle retrovie nemiche      | 9 giugno 1999           |
| 15 | 흰눈작전?             | Operazione "Neve bianca"               | 3 luglio 1999           |
| 16 | 흰눈작전은 계속 된다? | L'operazione "Neve bianca" continua    | 18 settembre 1999       |
| 17 | <방울꽃>은 보고한다?  | "Pangulggot" fa rapporto               | 20 settembre 2000       |
| 18 | 파도를 헤치고?        | Fra le onde                            | 30 novembre 2000        |
| 19 | 무서운 음모?          | Un piano malvagio                      | 1º aprile 2001          |
| 20 | 밤하늘에 울린 폭음?   | Un'esplosione notturna                 | 25 novembre 2001        |
| 21 | 원수는 살아있다?      | Il nemico è vivo                       | 25 giugno 2002          |
| 22 | 보석목걸이를 찾아서?  | Alla ricerca della collana di smeraldo | 24 dicembre 2002        |
| 23 | 철갑상어 기지에서?    | Nella base degli "Storioni"            | 5 maggio 2003           |
| 24 | 위험을 맞받아?        | Contro il pericolo                     | 10 luglio 2003          |
| 25 | 벼락작전?             | Operazione tuono                       | 19 febbraio 2004        |
| 26 | 불길속의 방울꽃?      | Pangulggot fra le fiamme               | 2 gennaio 2005          |

### Seconda stagione
| Nº | Titolo coreano          | Titolo tradotto                       | Prima TV Corea del Nord |
| -- | ----------------------- | ------------------------------------- | ----------------------- |
| 27 | <올가미> 작전?          | Operazione "Cappio"                   | 27 dicembre 2006        |
| 28 | 두더지 박사의 비밀문건? | Il documento segreto del dottor Talpa | 1º gennaio 2008         |
| 29 | 흰 족제비 소굴에서?     | Nel covo della donnola bianca         | 25 agosto 2008          |
| 30 | 원수를 맞받아?          | Scontro con il nemico                 | 17 ottobre 2010         |
| 31 | 승냥이 소굴에로?        | Verso il covo dei lupi                | 17 febbraio 2011        |
| 32 | 원수는 간악하다?        | I nemici sono malvagi                 | 6 giugno 2012           |

## Distribuzione
In Corea del Nord la serie è stata trasmessa irregolarmente sui canali della Televisione Centrale Coreana come parte della programmazione per bambini fino al 2013, alternando episodi in prima TV e occasionali repliche; dopo dieci anni di assenza, tutti gli episodi prodotti sono stati replicati in ordine dal 29 luglio al 30 agosto 2023. La serie è stata poi pubblicata per il mercato interno in VHS, Video CD e in DVD in diverse edizioni. Esistono edizioni DVD stampate in Corea del Nord ma destinate alla vendita all'estero tramite canali e siti web filo-nordcoreani e provviste di una traccia sottotitoli in inglese (ma senza doppiaggi alternativi al coreano). 
Nel resto del mondo la serie, ufficialmente inedita nella sua forma originale, è diventata nota nei primi anni 2010 tramite caricamenti amatoriali degli episodi o di frammenti di essi su portali di streaming video, talvolta con l'aggiunta di fansub più o meno corretti. 
Almeno dal 2009, i primi 26 episodi della serie sono distribuiti in alcune nazioni del mondo da Mondo TV, che ne ha approntato versioni doppiate in inglese e spagnolo intitolate rispettivamente Brave Soldier e Soldados valientes. Queste versioni, che dal 2015 sono visibili ufficialmente su YouTube, possiedono una colonna sonora interamente riscritta e soffrono di tagli e modifiche del materiale originale per renderlo adatto ad un pubblico infantile occidentale. Inoltre nei crediti di tali doppiaggi la serie viene indicata come una produzione italiana di Mondo TV.

### Impatto culturale
Squirrel and Hedgehog ha ottenuto una grande popolarità in Corea del Nord, che continua a tutt'oggi: è stato definito "un classico" noto ed amato presso varie generazioni. La serie ha generato un certo interesse anche all'estero, che si è riflesso in commenti, discussioni o fan art su alcuni forum ed ambienti Internet, specialmente rivolti agli episodi più recenti. Fra i motivi della diffusione dell'opera vi è un reportage del Los Angeles Times del maggio 2016, in cui giornalisti in visita ad un asilo di Pyongyang rimasero stupiti di vedere sulle pareti immagini di scoiattoli e anatre armati di fucili e granate, talvolta intenti a sparare a donnole o topi, e scoprirono dalle guide locali che si trattava dei personaggi di Squirrel and Hedgehog.

## Altri media
Nel 1991 è stato pubblicato in Corea del Nord un manhwa dal titolo Il riccio coraggioso (용감한 고슴도치?, Yong-gamhan goseumdochiLR) in almeno due volumi, che sembra essere uno spin-off della serie originale (di cui all'epoca erano stati prodotti solo i primi quattro episodi, circa dieci anni prima). L'opera descrive gli scontri di un militare riccio con donnole, topi e lupi. In particolare, questo manhwa contiene alcuni elementi che saranno ripresi nel 2005 per la produzione della seconda stagione, fra cui la presenza dei lupi come nemici e di un "Ufficiale Volpe" (che tuttavia in quest'opera è un maschio anziché una femmina) come assistente del comandante lupo.
A partire dal 2018 risulta disponibile nelle sale giochi nordcoreane un videogioco ispirato alla serie.

## Critica e interpretazioni
L'interesse critico verso Squirrel and Hedgehog si è focalizzato sull'unione insolita di elementi attuata nella serie: animali antropomorfi come protagonisti (paragonati talvolta all'estetica furry conosciuta in Europa e negli Stati Uniti) vengono inseriti in una sceneggiatura incentrata su guerra, tattiche di spionaggio e valori di lealtà estrema, di una buona complessità e che contiene anche frequenti scene di scontri a fuoco, omicidi, suicidi ed in generale una violenza abbastanza esplicita, inconsueta in una produzione per bambini. La morale dell'opera è frequentemente riassunta nello stimolo ad "accettare ogni rischio e compiere qualunque sacrificio in nome della propria patria", fino alla morte. Si è anche discusso su presunte interpretazioni allegoriche: per esempio, il Villaggio dei Fiori ed i suoi abitanti sono spesso considerati simboli della Corea del Nord stessa (poiché frequentemente la propaganda locale definisce lo stato come sotto perenne attacco di "Paesi imperialisti" ostili), e fra i nemici le donnole rappresenterebbero i giapponesi, i topi i sudcoreani, mentre i lupi che compaiono a partire dalla seconda serie sarebbero gli statunitensi. Questi paragoni, per quanto diffusi fra la critica, non vengono mai esplicitati nella serie e tale interpretazione allegorica sarebbe stata decisamente negata da un membro dello staff di produzione della serie in un'intervista.